# Бездежский сельсовет
Бездежский сельсовет — административная единица на территории Дрогичинского района Брестской области Белоруссии. Административный центр — агрогородок Бездеж.

## История
Образован в 1940 г.

## Состав
В состав сельсовета входят 1 агрогородок и 7 деревень:
| Населённый пункт | Статус      | СОАТО         | Координаты                      |
| ---------------- | ----------- | ------------- | ------------------------------- |
| Бездеж           | агрогородок | 1 220 804 006 | 52°19′10″ с. ш. 25°18′51″ в. д. |
| Белая            | деревня     | 1 220 804 011 | 52°16′11″ с. ш. 25°22′46″ в. д. |
| Завершье         | деревня     | 1 220 804 016 | 52°16′59″ с. ш. 25°21′54″ в. д. |
| Заклетенье       | деревня     | 1 220 804 021 | 52°17′59″ с. ш. 25°17′30″ в. д. |
| Заставье         | деревня     | 1 220 804 026 | 52°17′57″ с. ш. 25°19′27″ в. д. |
| Кокорица         | деревня     | 1 220 804 031 | 52°22′23″ с. ш. 25°18′29″ в. д. |
| Кремно           | деревня     | 1 220 804 036 | 52°15′57″ с. ш. 25°18′35″ в. д. |
| Микитск          | деревня     | 1 220 804 041 | 52°16′33″ с. ш. 25°23′47″ в. д. |

## Культура
- В агрогородке Бездеж расположен Музей народного творчества «Бездежский фартушок»